# Steißbein

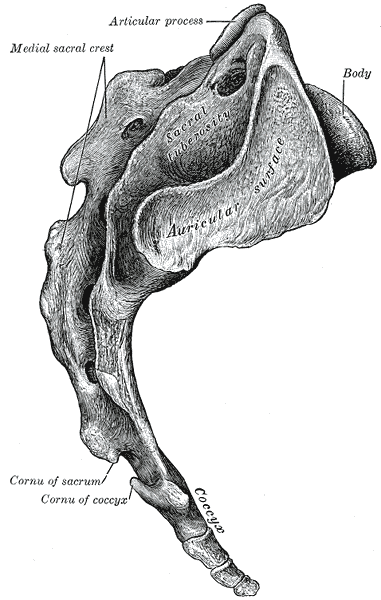
Kreuzbein und Steißbein (Ansicht von rechts)

Das Steißbein, Schweifbein, Schwanzbein, Os caudae (zu lat. cauda), Kuckucksbein/-knochen, Os cuculi (zu lat. cuculus), Os coccygis, Os coccygeum oder Kokzyx (zu lat. coccyx, griech. κόκκυξ) des Menschen ist der kaudale (‚schwanzwärtig gelegene‘, untere) Abschnitt der Wirbelsäule und folgt auf das Kreuzbein (Os sacrum). Es dient verschiedenen Bändern und Muskeln des Beckens, insbesondere des Beckenbodens und der Hüftgelenke, als Ansatzpunkt. Typischerweise durch einen Sturz auf das Gesäß oder einen kräftigen Tritt kann das Steißbein luxieren oder brechen. Beide Verletzungen sind sehr schmerzhaft.

## Anatomie
Das Steißbein besteht aus meist vier, variierend 2 bis 8 Steißwirbeln, die bei den meisten Menschen aber durch Synostose zu einem einheitlichen Knochen verschmolzen sind. Auch die typischen Merkmale von Wirbeln sind weitestgehend zurückgebildet. Das Steißbein wird als Rudiment der Schwanzwirbel der Wirbeltiere angesehen, die sich im Laufe der menschlichen Entwicklung zurückgebildet haben.
Das Kreuzbein-Steißbein-Gelenk kann auch als Synchondrose (Knorpelhaft) ausgebildet sein und ab einem Alter von 30 Jahren verknöchern.

## Erkrankungen

### Steißbeinbruch

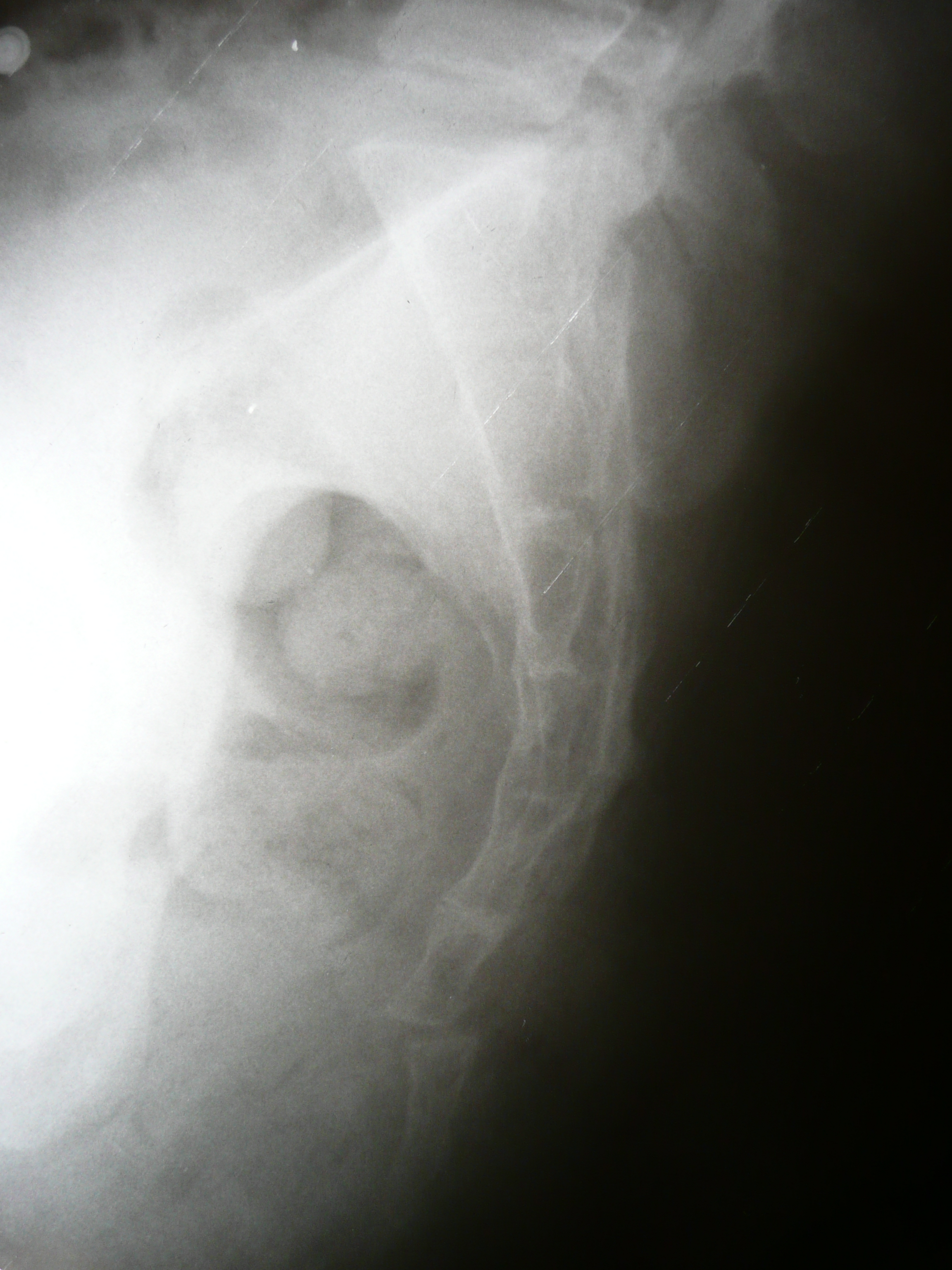
Steißbeinfraktur

Steißbeinbrüche (Steißbeinfrakturen, in der Regel Querfrakturen) entstehen durch Traumata wie Tritte, Sturz auf das Gesäß oder bei Schwergeburten. Symptome eines Steißbeinbruchs sind neben den starken Schmerzen insbesondere beim Sitzen gegebenenfalls ein sichtbares Hämatom oder sogar rektale Blutungen. Bei der Untersuchung tritt ein Druckschmerz in der Gesäßfalte auf. Anders als bei der bloßen Prellung des Steißbeins und ebenso wie bei einer seltenen Steißbeinluxation kann bei einer rektalen Untersuchung eine schmerzhafte Beweglichkeit und Krepitation des Steißbeines festgestellt werden. Die Diagnose kann durch eine seitliche Röntgenaufnahme des Beckens gesichert werden. Die Behandlung erfolgt mittels Analgetika und Ruhigstellung. Zur Entlastung kann auch ein Ringkissen verwendet werden. Auch Abführmittel zur Erleichterung des Stuhlgangs können angezeigt sein. Eine operative Versorgung kann bei anhaltender schmerzhafter Instabilität (Kokzygodynie) oder Verletzungen des Mastdarms erforderlich sein. In diesem äußerst seltenen Falle erfolgt eine chirurgische Entfernung des distalen Knochenfragments.

### Steißbeinluxation
Die Verlagerung (Luxation) des Steißbeins kann nach Sturz, Tritt, bei der Geburt oder selten auch durch langanhaltende Fehlbelastungen wie das Fahrradfahren mit einem falschen Sattel auftreten. Das auslösende Ereignis kann schon lange zurückliegen, manchmal schon in der Kindheit, und die Symptome können infolge von Kompensationsmechanismen erst Jahre später auftreten. Betroffene haben bis zur richtigen Diagnose oft einen langen Leidensweg hinter sich. Die Behandlung erfolgt durch Einführung des Zeigefingers in den Mastdarm. Der Therapeut greift das Steißbein mit dem Zeigefinger von innen und dem Daumen von außen und zieht es vom Kreuzbein dorsal (rückenwärts) weg, während das Kreuzbein leicht kaudal (in Richtung Füße) gezogen wird.

### Weitere Krankheiten
Das Steißbeinteratom ist ein Tumor, der bei Embryos und Kleinkindern auftreten kann.
Der Sinus pilonidalis ist eine chronisch-entzündliche Erkrankung der Gesäßfalte in der Steißbeinregion. Die Erkrankung steht allerdings in keinem kausalen Zusammenhang zum Steißbein, so dass der deutsche Name „Steißbeinfistel“ vermieden werden sollte.